# Marlena Evans
Marlena Evans is een personage uit de soapserie Days of Our Lives. Ze verscheen in de serie op 21 juni 1976 en de rol wordt gespeeld door actrice Deidre Hall. Haar rol is een van de meest uiteenlopende in de soapgeschiedenis. Aanvankelijk was ze de heldin van de serie, maar later werd ze bezeten door de duivel en werd ze een seriemoordenaar. Ze is vier jaar dood geweest in de serie, maar eigenlijk lag ze toen in coma. In deze tijd werd bij haar een eicel ingeplant waaruit de tweeling Cassie en Rex geboren werd. Ze is al ontelbare keren gekidnapt en de voorbije twintig jaren is ze de vrouwelijke helft van het superkoppel John & Marlena. Deidres tweelingzus Andrea Hall speelde tussen 1977 en 1982 de tweelingzus van Marlena, Samantha Evans. Besparingen eisten een tol in Days en de twee populaire en dure personages John en Marlena werden eind 2008 ontslagen. Op 23 januari 2009 waren ze voor het laatst te zien. In september keren John en Marlena terug, het is nog niet geweten of dit voor een langere periode zal zijn.

## Personagebeschrijving

### 1976-1987
Marlena kwam in 1976 naar Salem als een van de psychiaters van Mickey Horton, die in het Bayview Sanitarium werd opgenomen nadat hij zijn broer Bill probeerde te vermoorden. Na een tijd kwam Marlena's jaloerse tweelingzus Samantha naar Salem en zorgde ervoor dat Marlena in een inrichting werd opgenomen terwijl zij haar leven overnam. Ze slaagde erin te ontsnappen en belde naar Don Craig, maar voor hij bij haar was werd ze gevat door Samantha die ervoor zorgde dat Marlena niet in staat was om de ware toedracht te vertellen. Na een tijd begon Don de wissel door te hebben en Marlena werd vrijgelaten en Samantha werd gearresteerd. Don vroeg Marlena ten huwelijk. Marlena ging Samantha opzoeken en de zussen verzoenden zich.
Op de dag dat Don en Marlena zouden trouwen wilde Dons dochter Donna Temple zelfmoord plegen door van een gebouw te springen. Don probeerde haar te redden maar viel toen zelf van het gebouw en was zwaargewond. Uiteindelijk trouwden ze op 5 maart 1979 en dan werd Marlena zwanger. Ze baarde Don Craig Junior, maar na drie maanden overleed het kind aan wiegendood. Marlena en Don konden de dood van hun kind niet verwerken en gingen uit elkaar.
In 1981 bracht Marlena veel tijd door met Kellam Chandler. Toen ze niet inging op zijn avances verkrachtte hij haar. Kellam werd enkele uren later door zijn zoon Todd vermoord en op zijn proces verklaarde Marlena dat ze verkracht was en hielp Todd zo. Later dat jaar kreeg ze een eigen radioshow. Ze kreeg bedreigende telefoontjes en brieven op de radio. Toen de wurger van Salem actief was in 1982 ontmoette ze detective Roman Brady. Eerst beschermde hij haar en dan werden ze verliefd. Roman en Marlena trouwden in februari 1983. In 1984 beviel ze van de tweeling Eric en Sami. Kort daarna viel Roman van een klif na een gevecht met Stefano DiMera en hij werd dood gewaand.
In 1986 kwam John Black naar Salem, hij was helemaal ingezwachteld en was zijn geheugen kwijt. Marlena was vastberaden om hem te helpen en ze brachten veel tijd met elkaar door. John wist veel over Stefano en Marlena begon te vermoeden dat hij Stefano was, vooral nadat ze een tatoeage van een feniks zag op zijn rug. Later vond ze een plastisch chirurg die haar ervan overtuigde dat John eigenlijk Roman was.
Marlena probeerde iemand te redden die zelfmoord wilde plegen door uit een raam te springen. Marlena viel zelf en lag een maand in coma. Toen ze uiteindelijk herstelde hernieuwden zij en Roman hun trouwgeloften op 22 augustus 1986.
Terwijl Roman bij de ISA was werkte hij samen met een zekere Orpheus. Tijdens een missie doodde Roman per ongeluk de vrouw van Orpheus en om wraak te nemen op Roman ontvoerde Orpheus Marlena, nog voor Roman haar kon redden ontplofte het vliegtuig waar ze in zat en werd Marlena dood gewaand.

### Twee romans
In werkelijkheid had Marlena het ongeluk overleefd en werd door Stefano ontvoerd, ze lag in coma. Stefano drogeerde Marlena waardoor ze in coma bleef en ze ontwaakte soms voor korte periodes. Tijdens haar gevangenschap werd ze kunstmatig zwanger gemaakt met genetisch gemanipuleerde materiaal. Ze baarde een tweeling, Rex en Cassie en ze werden kort na hun geboorte weggenomen. Dit alles kwam echter pas in 2003 aan het licht en pas toen herinnerde Marlena zich dit.
In de zomer van 1991 ontwaakte ze eindelijk uit haar coma en keerde ze terug naar Salem. Zij en Roman werden voor het eerst in jaren verenigd, maar ze had ook herinneringen aan haar en Roman op het eiland. Om alles nog ingewikkelder te maken, was Roman verloofd met Isabella Toscano, de dochter van Victor Kiriakis, die zwanger was.
Het werd duidelijk dat de man van wie iedereen dacht dat hij Roman was tussen 1986 en 1991 in feite en slachtoffer was van Stefano, die gehersenspoeld was waardoor hij dacht dat hij Roman was. De echte Roman werd al sinds 1984 door Stefano gevangengehouden en keerde uiteindelijk ook terug naar Salem. De tweede Roman nam nu terug de naam John Black aan en trouwde met Isabella, later kreeg ze een zoon van hem, die hij Brady noemde als eerbetoon aan de familie waar hij vijf jaar lang bij hoorde. Marlena en Roman werden opnieuw een koppel.
In 1992 was de gekke Stella Lombard ervan overtuigd dat Marlena achter haar man Roger aan zat en ze ontvoerde haar en sloot haar op in een pakhuis. John redde het leven van Marlena voor het pakhuis gesloopt werd. Nadat Isabella aan leukemie was overleden besloot John om Salem te verlaten. Voor hij wegging had hij een onenightstand met Marlena. Ze werd zwanger van Belle maar dacht toch dat Roman de vader was. John bleef in Salem en werd nu verliefd op Kristen Blake. Sami ontdekte dat Belle niet de dochter van Roman was en toen Roman dit zelf ontdekte scheidde hij van Marlena en verliet hij Salem. Een tijd later zou het bericht komen dat hij overleden was.

### Duiveluitdrijving en Parijs
Stefano kwam terug in het leven van Marlena en begon haar te drogeren en mee te nemen op nachtelijke excursies. Marlena werd bezeten door de duivel en zorgde voor onrust in Salem. John, die ontdekte dat hij ooit priester was geweest dreef de duivel weg van haar. John gooide zijn kap over de haag en raakte nu verwikkeld in een driehoeksverhouding met Kristen en Tony DiMera. Tony dacht dat hij stervende was en veinsde zijn eigen dood en luisde John erin zodat hij ervoor moest opdraaien.
Het proces van John begon in 1996. Kristen verklaarde dat ze geloofde dat John haar echtgenoot Tony vermoord had. Omdat Stefano de jury had omgekocht werd John ter dood veroordeeld. Op de avond van Johns executie dineerde Stefano met Marlena. Zij vond het dagboek van Tony en ontdekte dat John onschuldig was. Ze gaf dit aan de Witte Vrouw, die in feite de dood gewaande Rachel Blake, de moeder van Kristen en Peter was. Op de weg naar de rechtbank raakte ze het dagboek kwijt, maar Jack Deveraux vond dit en bracht het naar de rechtbank, John werd vrijgelaten. Marlena zei tegen Stefano dat ze hem haatte. Stefano wist dat de grond onder hem te heet werd en probeerde te vluchten, hij nam Marlena mee. Celeste volgde hem en eiste dat hij haar ook meenam, maar Stefano weigerde. Stefano ontsnapte met Marlena in de tunnels van Aremid. John kon Marlena uiteindelijk nog redden, en Stefano ontsnapte via een helikopter.
Stefano keerde terug naar Salem zoals hij gezworen had. Hij vroeg aan Kristen om hem te helpen bij de ontvoering van Marlena. Aanvankelijk weigerde ze, maar toen ze ontdekte dat John van Marlena hield ging ze akkoord. Marlena ging met het vliegtuig naar San Francisco, samen met Rachel. Nadat de politie ontdekte dat Stefano in Salem was liep het plan om Marlena te ontvoeren op haar vlucht naar San Francisco mis. Stefano dwong Vivian Alamain en haar helper Ivan Marais om hem te helpen Salem te ontvluchten.
Marlena en Rachel maakten plannen voor een nieuwe reis. Stefano liet het zo lijken alsof hij gevangengenomen werd, maar in feite was het iemand met een latex masker die voor Stefano moest doorgaan. Dit raakte echter pas bekend nadat het vliegtuig naar San Francisco was opgestegen. Nadat het DiMera huis doorzocht werd vond John Rachel Blake vastgebonden. Stefano, die vermomd was als Rachel zat op het vliegtuig met Marlena en ensceneerde een crash waardoor iedereen dacht dat zowel Stefano als Marlena dood waren.
Stefano nam Marlena mee naar het ondergrondse Parijs waar hij regeerde als koning. Marlena kreeg een zware depressie en een dokter vertelde Stefano dat als ze niet snel opgevrolijkt werd dat ze zou sterven. Stefano had een speciale bril waardoor Marlena haar geliefden in Salem kon zien. Hij had echter nog een bril in Salem waardoor John Marlena kon zien. Stefano ontdekte dit probeerde John te vermoorden door een gebouw op te blazen. Het plan mislukte maar Stefano vertelde Marlena dat John was omgekomen in de explosie. Stefano liet Marlena uit haar kooi om naar het carnaval in Parijs te kijken, waar ze gezien werden door Vivian en Ivan. Nadat hij vernam dat John in Parijs was stuurde Stefano een fax in naam van John naar Rachel en Kristen met de vraag naar Parijs te komen.
John ontdekte dat Stefano Marlena gevangen hield in de Parijse ondergrondse wereld. Om Stefano uit zijn tent te lokken organiseerde John een groot bal waar de kroon van koningin Marie-Antoinette tentoongesteld zou worden. John wist dat Stefano deze dan zou proberen te stelen voor zijn koningin Marlena. John dacht ook dat Stefano Marlena in een gouden jurk zou steken. Stefano anticipeerde echter en zorgde ervoor dat er een aantal vrouwen waren op het bal die hetzelfde gekleed waren als Marlena. John, Kristen, Abe, Lexie en een Franse agente die bevriend was met John waren op het bal om Marlena te zoeken. Marlena kwam oog in oog met Kristen en de vrouwen begonnen te ruziën. Marlena vond John, maar Stefano kon hem verdoven en slaagde er zelfs in om de kroon te stelen.
Stefano hield een proces voor John en werd veroordeeld tot onthoofding. Gelukkig vonden Vivian en Ivan hen op tijd en konden John van de guillotine bevrijden. John en Marlena probeerden te vluchten door de ondergrondse tunnels. Kristen en haar moeder Rachel besloten om ook ondergronds te gaan om John te redden. Na een explosie werd hen de pas afgesneden, maar Abe en Lexie bevrijden hen. Toen ze John vonden hield hij een pistool tegen Stefano. Marlena was gewond door de explosie en John vroeg aan Rachel of ze het pistool tegen Stefano kon houden zodat hij Marlena kon dragen. Stefano slaagde erin te ontsnappen en Rachel volgde hem. Ze kwamen in de buurt van een gastank en zonder bewust te zijn van de consequenties schoot Rachel op Stefano waarop de tank ontplofte. Stefano en Rachel werden beiden dood gewaand, al bleek later dat enkel Rachel hierbij het leven had gelaten.
John had Marlena een brief geschreven waarin hij schreef dat hij van haar hield, maar Stefano had deze onderschept voor hij Marlena ontvoerd had en aangezien Marlena niet antwoordde dacht John dat zij niet meer van hem hield.

### Kristen & Susan
Kristen werd zwanger van John en Marlena besloot om John en Kristen een kans te geven. Kristen raakte het kind echter kwijt, maar bleef veinzen dat ze zwanger was. Marlena vertelde aan haar vriendin Laura Horton dat ze dacht dat Kristen niet zwanger was en op de begrafenis van Peter Blake zag Laura Horton dat Kristen haar buik goed stak. Voor ze dit bekend kon maken werd ze door Stefano meegenomen en hij drogeerde haar zodat ze geheugenverlies had. Stefano had de zwangere debiel Susan Banks ingehuurd, die mits pruik en valse tanden een evenbeeld was van Kristen. Susan zou Salem normaal verlaten na de geboorte van haar kind, maar wilde haar kind, dat ze Little Elvis noemde terug hebben.
Susan ontdekte dat Kristen haar wilde opsluiten en huilde in het park van Salem, waar Hope Williams haar vond en ze stelde voor om met Marlena te gaan praten. Susan ging naar Marlena en vertelde haar dat een gemene vrouw haar man en kind probeerde te stelen en dat er vampiers achter haar aan zaten. Om haar te kalmeren gaf Marlena haar een steen en zei dat dit de vampiers op afstand zou houden. Na een bezoek aan het DiMera-huis vond Marlena de steen op de vloer. Dan kwam Marlena tot de conclusie dat Kristen haar baby verloren had en het kind van Susan gebruikte. Kristen lokte Marlena echter naar de geheime kamer en sloot haar daar op. Eens ze daar in zat zei ze dat Stefano haar zou komen halen.
Susan maakte zich zorgen om Marlena en Kristen zei haar dat Stefano Marlena ontvoerd had en dat hij hetzelfde zou doen met haar. Later vond Susan een tv-monitor waarop ze Marlena zag in de geheime kamer. Ze besloot om haar te bevrijden, maar Kristen kon haar net op tijd stoppen en zei dat als ze Marlena eruit zou laten ze de waarheid aan John zou zeggen en dan zou John hen allebei haten en met Marlena trouwen. Toen Marlena toegaf dat ze van John hield vond Susan dat het inderdaad beter was om Marlena opgesloten te laten. Susan begon te leren hoe ze Kristen perfect moest nadoen zodat ze haar plaats kon innemen. Susan misleidde Kristen door te zeggen dat Marlena ontsnapt was zodat ze zou gaan kijken en eens ze binnen was sloot ze haar bij Marlena op. Dan nam Susan het leven van Kristen over en slaagde erin iedereen om te tuin te leiden. Via een monitor in de geheime kamer zagen Marlena en Kristen dat Susan John verleidde.
Stefano belde naar Susan en zei tegen haar dat hij Marlena kwam halen. Susan vond dat ze iets moest doen om John vast te houden. Susan organiseerde intussen een heuse bruiloft met een Elvis-thema, haar grote idool. Marlena en Kristen moesten dit bekijken via een videoscherm. Wanhopig om de bruiloft te stoppen probeerde Kristen uit de kamer te komen en raakte daarbij een gasleiding waardoor zij en Marlena bewusteloos waren. Stefano was inmiddels ook weer in Salem en dwong Vivian Alamain en Ivan om hem te helpen. Stefano kwam naar de trouw vermomd als kelner. Laura dook ook op en beschuldigde Kristen/Susan ervan Marlena ontvoerd te hebben. Ze sloeg haar waardoor haar valse tanden eruit vlogen. Susan bekende alles aan John en hij slaagde erin om Kristen en Marlena te redden uit de geheime kamer. Kristen werd ontmaskerd en John verbrak de verloving en verloofde zich met Marlena. Susan trok met haar kind bij Marlena in.
Op de dag dat John en Marlena zouden trouwen verstoorde Kristen de bruiloft door met Roman op te duiken. Roman zat in een rolstoel en leed aan een zeldzame ziekte. Hij was op geheime missie voor de ISA en liet via Shane Donovan weten dat hij overleden was toen hij ziek werd. Kristen maakte Roman wijs dat zij met John getrouwd was en dat Marlena al die jaren op hem gewacht had. De enige mogelijkheid op genezing was een tegengif halen in de jungle samen met Stefano. John, Hope en Kristen gingen met Stefano naar de jungle om het tegengif te zoeken. Ze bleven lang weg en Roman was stervende. Zijn laatste wens was dat Marlena met hem hertrouwde en ze stonden op het punt dit te doen toen ze met het tegengif terugkwamen.
Celeste Perrault en Marlena ontdekten dat Stefano de vader is van het kind van Susan, maar dit ontkende hij. Kristen lokte Susan naar haar thuis en drogeerde haar en liet haar papieren tekenen waarin ze al haar rechten op Elvis afstond aan haar. Ze vermomde zich als Susan en ontvoerde Elvis. Toen Susan de confrontatie met Kristen aanging, zwaaide zij met de papieren die bewezen dat het kind nu van haar was. Susan wilde in de ijskoude rivier springen om zelfmoord te plegen, maar John kon haar net op tijd tegenhouden. Kristen daagde Susan voor het gerecht, maar Susan, John en Marlena waren haar te slim af. John leidde Kristen af en Susan deed zich voor als Kristen op het gerecht en zei dat ze fout was geweest en dat ze de papieren wilde vernietigen. Toen Kristen hiervan hoorde was ze woedend. John vond dat het beter was dat Susan en Elvis Salem zouden verlaten. In Engeland werd Susan verliefd op Edmund Crumb.
Intussen kwamen Ivan, Vivian en haar nieuwe liefde Jonesy naar Engeland zodat Jonesy en Vivian konden trouwen in het thuisland van Jonesy. Vivian liep Susan tegen het lijf en zij dacht dat Vivian Elvis kwam stelen, maar ze kon haar ervan overtuigen dat dat niet zo was. Jonesy en Vivian trouwden in februari 1998. Susan en Edmund waren getuigen en hun trouwfoto verscheen in de lokale krant. Susan besloot om de trouwfoto naar Marlena te faxen, maar helaas had Kristen net bij Marlena ingebroken toen de fax binnenkwam en zo ontdekte ze dat Susan in Engeland was. Edmund ging naar Londen om een verlovingsring te kopen voor Susan. Terwijl hij weg was kreeg Susan een telefoontje van een vrouw die zei dat ze haar wilde ontmoeten.
Kristen ontvoerde Susans zuster Mary Moira en belde naar Susan. Ze zei dat ze naar Salem moest komen en dat ze een witte jurk moest dragen of dat haar zus anders zou sterven. Kristen plande om Susan te verkopen als slavin en dat ze zou vast komen te zitten op een eiland. Susan kwam naar het huis van Kristen en deze bood haar een frisdrank in een blikje aan. Susan aanvaardde omdat ze dacht dat Kristen zeker geen blikje kon vergiftigen, maar daar sloeg ze de plank mis. Kristen vroeg waar Elvis was en Susan zei dat die nog steeds in Engeland was. Ze kregen ruzie en Kristen dreigde Susan te vermoorden met een briefopener. Susan viel flauw vanwege het vergiftigde blikje frisdrank.
In de volgende scène ging Susan naar de luchthaven waar Abe en Roman haar tegen hielden. Susan had hen eerder op de avond gebeld om te zeggen dat Kristen Mary Moira had ontvoerd. Dan kregen ze een telefoon van John en Marlena die zeiden dat ze Kristen dood teruggevonden hadden in haar zwembad en dat Susan nu zeker niet kon terugkeren naar Engeland, hoewel er gedacht werd dat ze zelfmoord had gepleegd. Dan zei ze in haar eigen: het was niet de bedoeling dat Susan zou sterven, waardoor bleek dat Kristen zich had vermomd als Susan om zo het land uit te vluchten. “Susan” werd meegenomen naar het politiekantoor waar Edmund opdook. Edmund stelde zich voor als de verloofde van Susan en vroeg haar ten huwelijk. Kristen had geen andere keuze dan het aanzoek te aanvaarden.
Er werd een begrafenis gehouden voor Kristen waar Kristen zelf op aanwezig was. Iedereen kwam om te rouwen voor de goede Kristen die ze ooit gekend hadden, behalve Laura Horton die in een knalrode outfit kwam. Tijdens de plechtigheid stond Stefano op en verweet hij iedereen in de kamer voor de zelfmoord van Kristen. Stefano kreeg een hartaanval maar werd gered door Lexie. In het ziekenhuis hoorde Stefano dat het onderzoek naar de dood van Kristen opnieuw geopend was en dat Laura Horton de hoofdverdachte was. Marlena confronteerde Laura met bewijsmateriaal, maar zij ontkende en was verbolgen over het feit dat haar beste vriendin haar beschuldigde. Laura kreeg een proces maar werd vrijgesproken door Celeste die gezien had dat Laura op haar schoot maar dat ze ongedeerd was. Laura werd wel veroordeeld voor poging tot moord en moest opnieuw opgenomen worden in een instelling. Marlena gebruikte haar connecties echter en zorgde ervoor dat Laura thuis mocht blijven op voorwaarde dat ze in therapie ging. Laura was ontroerd door het gebaar van Marlena en ze werden opnieuw vriendinnen.
Later kwam aan het licht dat het niet Kristen was die dood was maar wel Penelope Kent, een vierlingzus van Susan, die een evenbeeld was van Kristen. Edmund Crumb had haar vermoord toen hij dacht dat ze Kristen was.

### Prinses Gina
Hope begon haar verleden als prinses Gina te onderzoeken en ze werd door Stefano opnieuw getransformeerd in Gina. Nu kwam aan het licht dat John en Gina vroeger geliefden waren en dat hij nooit een priester was, dit was slechts een dekmantel. John liet zich door Marlena hypnotiseren om zo meer over zijn verleden te weten te komen. Greta Von Amberg hielp door hem te herinneren aan een dans met Gina. Toen John van streek was onderbrak Marlena de hypnose. Toen Marlena hem vroeg of hij zich iets herinnerde zei hij nee, maar naderhand zei hij dat hij zich een vrouw herinnerde die sterk op Hope leek. John zei dat het tijd was om het verleden achter zich te laten en zich te focussen op zijn relatie met Marlena.
Hope vroeg aan Lili Faversham om haar te helpen om een rode jurk die Gina ooit droeg, opnieuw te maken. Op een etentje met John, Marlena, Bo en Greta daagde Hope op in de rode jurk, waarop John een herinnering had een Gina toen ze dezelfde jurk droeg. Gina vroeg John om mee te gaan naar Europa maar toen hij zei dat hij niet kon omwille van Marlena besloot Gina om zich van Marlena te ontdoen.
Hope/Gina probeerde John te overtuigen om dieper in zijn verleden te kijken en zei tegen Marlena dat John misschien ergens anders nog een gezin had. John verzekerde Marlena dat hij een priester was vroeger en dat er niets was tussen hem en Gina.
Op een etentje bij Vivian onthulde John zijn plannen om me Marlena te trouwen wat Gina en Stefano erg schokte. John en Marlena stonden op het punt om te trouwen. Dokter Rolf had Gina een apparaat gegeven om John te transformeren in haar geliefde. Stefano had een vlucht naar Europa geboekt en was niet in Salem tijdens de bruiloft. Gina sprak buiten Salem met John af om het een portret te geven dat ze van hem geschilderd had, maar de transformatie mislukte. Kort daarna was de ceremonie waar Marlena en John hun liefde voor elkaar uitspraken. Gina was erg aangedaan en in de toiletten uitte ze haar liefde voor John, wat Billie hoorde. Gina ontdekte dat ze op huwelijksreis gingen naar Hawaï.
Terwijl John en Marlena op het strand van Hawaï liepen zag John een vrouw die aan het verdrinken was. Hij sprong in het water om haar te redden, maar werd dan verdoofd en aan boord van een onderzeeër gebracht. Marlena belde naar Bo om te zeggen dat John verdwenen was en hij kwam, achtervolgd door Stefano, naar Hawaï. In het hotel liep Marlena Stefano tegen het lijf, maar hij verzekerde haar dat hij niet wist waar John en Hope waren en dat hij vastberaden was hen te vinden. Nadat Johns bebloede broek aanspoelde dacht Marlena dat hij door haaien was aangevallen. Stefano had intussen de duikboot gelokaliseerd en ging aan boord. John viel Stefano aan met een mes maar werd door zijn handlangers gestopt en in de zee gegooid.
John bereikte het strand waar Marlena hem vond. Ze nam hem mee naar het ziekenhuis voor een controle en hij was gezond. Bo vroeg hem of dat de vrouw die hij probeerde te redden Hope was, maar John begreep niet dat hij zoiets vroeg. Dan legde Bo uit dat hij dacht dat Stefano Hope in Gina veranderd had en omdat Gina verliefd was op John nam hij aan dat ze samen waren. John zei dat hij zich niets kon herinneren.
John stelde aan Marlena voor om te veinzen dat hij zijn geheugen van vroeger terug had om Gina’s vertrouwen te winnen en zo bezwarende info over Stefano te verzamelen, maar Marlena vond dit te gevaarlijk.
Het bleek dat de echte prinses Gina nog in leven was, al was de tand des tijds niet lief voor haar geweest, ze zag eruit als een oude vrouw. Gina kon ontsnappen en sloot Hope op in het kasteel waar zij jaren vastgezeten had. Ze onderging plastische chirurgie en keerde terug naar Salem om het leven van Hope op te nemen. Ze kwam oog in oog te staan met Marlena en wilde haar te lijf gaan, maar dat kon John nog net verhinderen. Ze ging ermee akkoord om therapie te volgen bij Marlena onder hypnose. Ze was echter bestand tegen Marlena en was niet echt gehypnotiseerd. Ze loog over het feit dat ze een affaire had met John nog voor dat hij met Marlena getrouwd was. Nadat John haar duidelijk maakte dat hij enkel van Marlena hield besloot prinses Gina om haar grote liefde op te geven en een leven te leiden als Hope Williams in een gezin met Bo en Shawn.
Shawn-D uitte zijn twijfels over zijn moeder aan Marlena en John. Na een nieuwe hypnosesessie ontdekte Marlena dat Hope een gespleten persoonlijkheid had. Op het kerstfeest verbaasde Hope iedereen door Bo ten huwelijk te vragen. Bo nam het aanzoek maar wat graag aan, maar Shawn was er niet gelukkig mee. Marlena zei aan Hope dat ze de trouw moest uitstellen en ze kregen ruzie. Op de dag van de bruiloft gooide ze Marlena buiten en vertelde aan Greta dat ze een pistool onder haar trouwkleed droeg.
Shawn hoorde Hope met haar helper Kurt bellen om te controleren hoe het in Frankrijk ging met Hope en Stefano. Hij begon een discussie met Hope op het balkon en dan trok ze haar pistool en beval hem om op de rand van het balkon te gaan staan. Marlena kwam nu tussen beide en Hope zei dat ze van het balkon moest springen. Nadat ze dat weigerde schoot Hope haar neer. Bo was er nu ook en begon met Hope te vechten, dan ging het pistool af en Hope was geraakt. Shawn was bewusteloos en werd naar het ziekenhuis gebracht. In het ziekenhuis overleed prinses Gina nog voor ze kon zeggen dat ze Hope was. Uiteindelijk werden Stefano en Hope uit de klauwen van Kurt gered en konden ze veilig terug naar Salem keren.

### 2000-2003
Johns zoon Brady had enkele jaren op een kostschool gezeten en keerde in de zomer van 2000 terug. Hij kon het niet met Marlena vinden en probeerde haar zwart te maken bij John. Marlena kreeg opnieuw een radioshow en ze nam Nancy Wesley aan als haar assistent. De show was saai en toen ze een dag niet kon nam Nancy het roer over en zorgde voor betere luistercijfers. Het huwelijk met John kwam onder nog meer stress te staan toen Hope zwanger bleek te zijn van hem. Uiteindelijk bleek het kind toch niet van John te zijn, maar van Bo.
In 2002 stond Tony DiMera op uit het graf en beweerde dat niet hij maar André DiMera gestorven was in 1995 toen John hem zogezegd vermoord had. Hij wilde zijn leven beteren, maar niemand geloofde dat. Kort daarna kwam de tweeling Rex en Cassie naar Salem en er werd van hen gedacht dat het buitenaardse wezens waren. Tony ging bij Marlena in therapie en ze probeerde zo de waarheid omtrent de tweeling te achterhalen. Het kwam nu aan het licht Marlena zwanger was gemaakt toen ze in coma lag jaren geleden. Er werd gedacht dat Tony de vader was waardoor Marlena nu vaker met hem in contact kwam.

### Seriemoordenaar
De moorden in Salem begonnen in september 2003. Op de wake van Caroline Brady at Marlena vergiftigde dipsaus en ze was even buiten westen. Sami draaide weer helemaal door en was vastberaden om haar ouders weer samen te krijgen. Ze maakte bekend dat Tony helemaal niet de vader was van de tweeling maar wel Roman Brady, waardoor Roman en Marlena nu vier kinderen samen hadden. Rex en Cassie wisten dit al, maar waar Sami niet op gerekend had was dat Marlena ook niet de moeder was, maar wel Kate Roberts, de aartsvijand van Sami en de nieuwe geliefde van Roman. De geest van Caroline verscheen aan Celeste en zei dat John Marlena zou vermoorden. Toen Sami dit hoorde was ze helemaal vastberaden om John en Marlena uit elkaar te halen. Samen met haar vader, Jennifer en Lexie hield Celeste een seance waarbij de geest van Abe verscheen die de letters van het scrabblespel zo vormde dat er stond “John zal Marlena vermoorden”. Nadat Sami en Roman dit aan Marlena zeiden begon ze zelf aan John te twijfelen. Toen Roman en Kate halsoverkop gingen trouwen zei ze hem dat ze nog van hem hield en niet wilde dat hij met Kate zou trouwen. Toen Tony gearresteerd werd voor de moorden zei ze aan John dat ze nu gerustgesteld was over Roman en dat oude gevoelens weer naar boven gekomen waren toen hij in gevaar was. Op de bruiloft werd Roman echter vermoord. Nadat Tony werd aangevallen door een tijger belandde hij in het ziekenhuis. De moordenaar werd nu eindelijk voor de kijker bekendgemaakt en dit bleek niemand minder dan Marlena te zijn! Haar volgende slachtoffer was Doug Williams die ontdekt had dat Marlena achter de moorden zat. Doug schreef met eigen bloed de naam van Marlena op het graf van Tom Horton voor hij stierf. Marlena ontdekte dit en via bewakingscamera’s zag ze dat Alice Horton nu ook op de hoogte was. Marlena ging naar Alice, maar werd dan door de geest van Tom verdreven. Later brak ze in het huis van Alice in, maar aarzelde toch om haar te vermoorden omdat ze al jaren zo’n goede vrienden waren. Marlena liet Alice stikken in haar eigen donuts, maar wat ze niet wist was dat Alice al naar John gebeld had om alles te vertellen. Het kwam tot een confrontatie tussen John en Marlena op het balkon van hun penthouse, en nadat ze zijn pistool afhandig probeerde te maken viel ze van het balkon af. Ze ging naar de gevangenis waar ze neergeschoten werd en men dacht dat ze dood was. Marlena werd levend begraven en toen ze wakker werd in haar kist riep ze om hulp. Ze raakte buiten westen en toen ze weer bijkwam zat ze op een schijnbaar verlaten Salem Place waar ze Alice tegen kwam. Tot haar grote verbazing was ze op een eilandversie van Salem samen met al haar zogenaamde slachtoffers.
Marlena werd verenigd met de mensen van wie ze dacht dat zij ze vermoord had. Roman en Abe waren ervan overtuigd dat Tony achter de hele zaak zat, maar hij hield zijn onschuld staande, al werd het snel duidelijk dat hij toch de touwtjes in handen had. Via een magnetisch veld konden de gevangenen niet in de jungle. In Salem werd het steeds duidelijker dat er iets aan de hand was en verschillende zochten naar een oplossing. Zo geraakten Hope, Patrick, Bo, John en later ook nog Nicole, Brady en Tek op het eiland. John en Marlena werden verenigd net toen zij en Roman weer naar elkaar toe begonnen te groeien. Tony schakelde het magnetisch veld geregeld uit en iedereen belandde in de jungle. Roman werd gewond en het zag ernaar uit dat hij zou sterven. Zijn laatste wens was om een laatste keer de liefde te bedrijven met Marlena. Zij wilde hiermee instemmen, maar op het laatste moment werd Roman gered. Het einde kwam nabij en de bewoners vluchtten van het eiland, dat in een vulkaan ten onder ging en een tsunami veroorzaakte. Het leek alsof Jack, Cassie, Victor, Caroline, Roman, Marlena en Tony de uitbarsting niet overleefd hadden, maar niets was minder waar. Zij werden allen gevangen gehouden in een kasteel in Europa. Tony zette Marlena en Roman samen in de hoop hun liefde weer aan te wakkeren. Van tijd tot tijd kregen ze videobeelden van John en Kate in Salem, die verliefd geworden waren op elkaar, denkende dat hun wederhelften dood waren. Eén keer gaven ze toe aan hun gevoelens en bedreven ze de liefde. Uiteindelijk ontsnapten ze uit het kasteel. Waarbij er opnieuw dood gewaande slachtoffers waren; Victor, Caroline en natuurlijk Tony. Roman en Marlena keerden terug naar Salem. Op het vliegveld waren ook John en Kate aanwezig, maar zij liepen hen steeds mis. John vroeg Kate ten huwelijk en niet veel later kwamen ze Roman en Marlena eindelijk tegen. John en Kate verbraken hun verloving onmiddellijk. Roman en Marlena besloten om niet te vertellen dat ze gevrijd hadden om hen niet te kwetsen. Niet veel later kwam Marlena tot de constatatie dat ze zwanger was van Roman. De twee koppels wilden hun huwelijksgeloften hernieuwen, maar toen Marlena onpasselijk werd moest ze de waarheid opbiechten. John was furieus en ruziede met Roman. Ze gingen allen naar de penthouse van Marlena en Kate verzocht Roman om naar huis te gaan, maar Roman wilde dit niet. Marlena was op bed gaan liggen, maar hoorde John en Roman ruziën waardoor ze tussen beide wou komen. Ze viel van de trap en kreeg een miskraam. De traumatische ervaring zorgde ervoor dat ze haar geheugen verloren was.

### Alex North
Op advies van Lexie werd specialist Alex North bij de zaak gehaald om Marlena te helpen met haar geheugenverlies. Alex had meteen interesse voor haar en al snel bleek dat hij haar van vroeger kende en ook zij leek zich dingen te herinneren zoals kussen met hem (deze beelden uit het verleden waren mogelijk omdat de rol van Alex gespeeld werd door Wayne Northrop, de eerste acteur die Roman speelde). Marlena vervreemdde van haar familie en Alex deed er niets aan om dit tegen te houden en hypnotiseerde haar zelfs. Marlena werd verliefd op Alex en toen John naar hem toe ging, onthulde hij dat hij en Marlena zo’n dertig jaar geleden getrouwd waren. Hij werd dood gewaand in Vietnam en Marlena had door dit slechte nieuws te horen selectieve amnesie gekregen. Hierdoor had Alex besloten om zich in deze wetenschap te verdiepen. Hij onthulde ook dat ze een kind hadden, maar de naam, het geslacht of waar het kind was werd nooit bekend. Doordat het huwelijk met Alex nooit ontbonden was waren Marlena’s eerdere huwelijken met Don, Roman en John allen niet geldig.